# Агмед Хан (хокеїст на траві)
Агмед Хан (1 листопада 1912 — 13 березня 1967) — індійський хокеїст на траві.
Олімпійський чемпіон 1936 року.